# Karin Angela Stahlhut

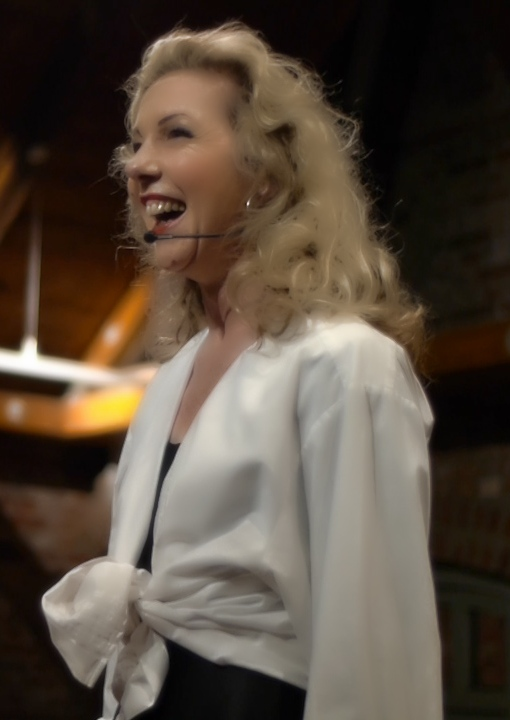
Karin Angela Stahlhut bei der Premiere von "Der geheime Salon"; Foto: Sascha Kränkel

Karin Angela Stahlhut (* 1960 in Bremen) ist eine deutsche Schriftstellerin und Journalistin, die u. a. unter dem Pseudonym "Karin Engel" schreibt.

## Leben
Karin Stahlhut studierte an der Ludwig-Maximilians-Universität in München Theaterwissenschaften, Neuere Deutsche Literatur und Psychologie. 1987 schloss sie ihr Studium mit dem Magister Artium ab.
Danach hat sie zunächst als Reporterin bei der Bergedorfer Zeitung gearbeitet und wurde dann Redakteurin im Ressort Report bei der Zeitschrift Petra. Bei Maxi wirkte sie als Ressortleiterin Report und bei Vital als Ressortleiterin Wellness, Psychologie & Reise.
Seit 2003 ist Karin Stahlhut freie Journalistin bei Vital, working@office u. a. sowie als Buchautorin tätig. Sie lebt in Dithmarschen. Unter dem Pseudonym Karin Engel veröffentlicht sie historische Romane.

## Werke

### Romane
- Die Kaffeeprinzessin, Knaur, 2006, ISBN 3-426-63181-4.
- Das Erbe der Kaffeeprinzessin, Knaur, 2001, ISBN 3-426-63182-2.
- Die Schaustellerin, Knaur, 2009, ISBN 3-426-63949-1.
- Die Teehändlerin, Knaur, 2011, ISBN 3-426-50572-X.
- Der geheime Salon, Knaur, 2013, ISBN 3426505738.

### Anderes
- Stern-Rezepte, 12 Bände (mit Gabriele Gugetzer), Umschau Verlag, 2005
- Mein rechtes Auge. Eine wilde Geschichte, Verlag Pro Business, 2013, ISBN 3863864115.